# 葛萱
葛萱（1436年—？），字光庭，直隸揚州府高郵州人，民籍，明朝政治人物。進士出身。

## 生平
成化元年（1465年）舉乙酉科應天府鄉試。成化十四年（1478年）戊戌科會試第三百三十七名，殿試登進士第三甲第四名。

## 家族
曾祖父葛德□。祖父葛□。父亲葛永常。母俞氏。慈侍下。娶姜氏。